# Chalcedectus meteorus
Chalcedectus meteorus is een vliesvleugelig insect uit de familie Pteromalidae. De wetenschappelijke naam is voor het eerst geldig gepubliceerd in 1927 door Girault.